# 생방송
생방송 또는 순화어로 현장방송(生放送 또는 現場放送, live broadcast)은 촬영과 동시에 방영되거나 짧은 방송 지연 기반의 텔레비전 방송 또는 라디오 방송 등을 일컫는다. 지역 뉴스 방송, 현장 중계 등에서 쓰이고 있다.
또한 비디오테이프 녹화와 같은 기술이 나타나기 전까지는 텔레비전에 특화된 콘텐츠를 실시간으로 방영하는 것이 여러 해 동안 일상화되어 있었다. 영상 녹화가 우세하게 되면서, 수많은 엔터테인먼트 프로그램들은 녹화된 다음 편집한 뒤에 방영한다. 프로페셔널 스포츠 게임과 수상 프로그램과 같은 엔터테인먼트 행사는 대개 통상적으로 생중계하기도 한다.
더욱이, 한국방송협회가 주최하는 제47회 한국방송대상 시상식의 경우, 당초 2020년 9월 3일에 MBC 측에서 생방송으로 개최할 예정이었지만, 코로나19 재확산 문제에 기인하여, 2020년 9월 10일에 녹화 실황 방송으로 대체되어, 프로그램 제작국인 MBC 본사를 비롯한, 지역 단위 MBC 네트워크 계열사를 통해서 전국적으로 일제히 송출한 바 있다.
현재는 공정성을 요구하는 많은 행사나 스포츠 경기를 생방송으로 진행하며 대표적인 예시로 태국의 징병 추첨이나 FIFA 월드컵의 본선 경기 같은 행사 등이 항상 생방송만 고집한다.

## 같이 보기
- 아침 정보 프로그램